# المدة النيابية التاسعة لمجلس النواب التونسي
المدة النيابية التاسعة لمجلس النواب في تونس هي المدة النيابية التي دامت ولايتها 5 سنواتٍ و7 أشهرٍ و6 أيامٍ وذلك بين 9 أبريل 1994 و15 نوفمبر 1999.

انتخب المجلس إثر انتخابات 20 مارس 1994.

## مكونات مجلس النواب
يتكون مجلس النواب من 182 مقعدا.

### الأحزاب
| الحزب   | الحزب                         | المقاعد |
| ------- | ----------------------------- | ------- |
|         | التجمع الدستوري الديمقراطي    | 144     |
|         | حركة الديمقراطيين الاشتراكيين | 10      |
|         | حركة التجديد                  | 4       |
|         | الاتحاد الديمقراطي الوحدوي    | 3       |
|         | حزب الوحدة الشعبية            | 2       |
| المقاعد | المقاعد                       | 182     |

## الحكومات
- حكومة حامد القروي.